# Чіхладзе Анзор Іраклійович
Анзор Іраклійович Чіхладзе (нар. 18 серпня 1949) — радянський футболіст та російський футбольний функціонер, виступав на позиції нападника. Майстер спорту СРСР (1971).

## Життєпис
Вихованець дитячо-юнацької спортивної школи «Торпедо» (Кутаїсі). У 1967-1970 роках грав за цей клуб у вищій лізі, зіграв 4 матчі. Дебютний матч зіграв 27 вересня 1968 року проти луганської «Зорі», замінивши на 80-й хвилині Арвелода Читанаву.
У 1970 році перейшов у клуб «Мешахте» (Ткібулі).
У 1971 році перейшов у клуб СКА (Ростов-на-Дону), провів у ньому з перервою чотири сезони, з них три — у вищій лізі. Брав участь у фінальних матчах Кубка СРСР з футболу 1971 року].
Надалі грав за клуби «Шахтар» (Донецьк), «Терек» (Грозний), Спартак (Орджонікідзе).
Всього у вищій лізі СРСР зіграв 70 матчів і відзначився 11 голами.
На початку 1990-х років працював на різних посадах в ростовському СКА, в тому числі в червні-липні 1990 року в чотирьох матчах виконував обов'язки головного тренера, всі ці матчі були програні. Пізніше працював начальником команди у ФК «Ростов» і спортивним директором у СКА.